# Фелліпе Габріел
Фелліпе Габріел (порт. Fellype Gabriel, нар. 6 грудня 1985, Ріо-де-Жанейро) — бразильський футболіст, що грав на позиції півзахисника.
Виступав, зокрема, за клуби «Фламенго», «Крузейру» та «Палмейрас», а також молодіжну збірну Бразилії.
Дворазовий переможець Ліги Каріока. Володар Кубка Бразилії.

## Клубна кар'єра
Народився 6 грудня 1985 року в місті Ріо-де-Жанейро. Вихованець футбольної школи клубу «Фламенго». Дорослу футбольну кар'єру розпочав 2005 року в основній команді того ж клубу, в якій провів один сезон, взявши участь у 63 матчах чемпіонату. Більшість часу, проведеного у складі «Фламенго», був основним гравцем команди.
Своєю грою за цю команду привернув увагу представників тренерського штабу клубу «Крузейру», до складу якого приєднався 2006 року. Відіграв за команду з Белу-Орізонті наступний сезон своєї ігрової кар'єри.
Згодом з 2007 по 2015 рік грав у складі команд «Насіунал», «Португеза Деспортос», «Касіма Антлерс», «Ботафогу» та «Шарджа».
У 2015 році уклав контракт з клубом «Палмейрас», у складі якого провів наступний рік своєї кар'єри гравця. 
Протягом 2016 року захищав кольори клубу «Васко да Гама».
Завершив ігрову кар'єру у команді «Боавіста», за яку виступав протягом 2017—2018 років.

## Виступи за збірну
У 2005 році залучався до складу молодіжної збірної Бразилії. На молодіжному рівні зіграв у 7 офіційних матчах.

## Титули і досягнення
- Переможець Ліги Каріока (1):

«Португеза Деспортос»: 2008
- Володар Суперкубка Японії (1):

«Касіма Антлерс»: 2009
- Володар Кубка Імператора (1):

«Касіма Антлерс»: 2010
- Володар Кубка Джей-ліги (1):

«Касіма Антлерс»: 2011
- Володар Кубка Бразилії (1):

«Палмейрас»: 2015